# 大寨镇 (平昌县)
大寨乡，是中华人民共和国四川省巴中市平昌县下辖的一个乡镇级行政单位。2020年5月，将原福申乡土寨村、长胜村、白乐村、金桥村、保安村、亮垭子村所属行政区域划归大寨镇管辖。

## 行政区划
大寨乡下辖以下地区：
代家村、白鹤村、宝堡村、大屋村、柏杨村、龙堂村、四垭村、红五村、飞翔村、云溪村、关溪村、柳树村和泉龙庙村。